# Выборы в Европейский парламент во Франции (1999)
Выборы в Европейский парламент во Франции прошли 13 июня 1999 года. На них была избрана французская делегация из 87 депутатов. В результате выборов 9 политических партий Франции получили мандаты Европарламента, явка составила 46,8 %.
Основной неожиданностью для правящей партии Объединение в поддержку республики под руководством Николя Саркози стала опередившая её правоцентристская коалиция Объединение за Францию и европейскую независимость под руководством Шарля Паскуа, в которую вошло Движение за Францию Филиппа де Вилье. Национальный фронт был ослаблен расколом и выходом из неё Брюно Мегре, создавшим крайне правое Национальное республиканское движение. Также высокий для себя результат показали партия «Охота, рыбалка, природа, традиции» и единый список двух троцкистских партий («Рабочая борьба» и Революционная коммунистическая лига).
Европарламент включал 567 депутатов из 15 стран Европейского союза.

## Результаты
| Партия                              | Партия                                                                   | Главный кандидат                    | Голоса     | %      | +/- | Места | +/-   |  |
| ----------------------------------- | ------------------------------------------------------------------------ | ----------------------------------- | ---------- | ------ | --- | ----- | ----- |  |
|                                     | Социалистическая партия                                                  | Франсуа Олланд                      | 3 873 901  | 21,95  | —   | 15    | +7 ▲  |  |
|                                     | Объединение за Францию и европейскую независимость + Движение за Францию | Шарль Паскуа Филипп де Вилье        | 2 304 285  | 13,05  | —   | 13    | —     |  |
|                                     | Союз за французскую демократию (UDF) + Либеральная демократия            | Николя Саркози Ален Мадлен          | 2 263 476  | 12,82  | —   | 12    | -16 ▼ |  |
|                                     | Зелёные                                                                  | Даниэль Кон-Бендит                  | 1 715 450  | 9,72   | —   | 9     | +9 ▲  |  |
|                                     | Союз за французскую демократию                                           | Франсуа Байру                       | 1 638 680  | 9,28   | —   | 9     | +9 ▲  |  |
|                                     | Коммунистическая партия (PCF)                                            | Робер Ю                             | 1 196 310  | 6,78   | —   | 6     | -1 ▼  |  |
|                                     | Охота, рыбалка, природа, традиции (CPNT)                                 | Жан Сен-Жосс                        | 1 195 727  | 6,77   | —   | 6     | +6 ▲  |  |
|                                     | Национальный фронт (FN)                                                  | Жан-Мари Ле Пен                     | 1 005 225  | 5,69   | —   | 5     | -6 ▼  |  |
|                                     | Рабочая борьба и Революционная коммунистическая лига (троцкисты)         | Арлетт Лагийе                       | 914 680    | 5,18   | —   | 5     | +5 ▲  |  |
|                                     | Национальное республиканское движение                                    | Брюно Мегре                         | 578 774    | 3,28   | —   | 0     | —     |  |
|                                     | Прочие                                                                   |                                     | 966 176    | 5,48   | —   | 0     | —     |  |
| Действительных голосов              | Действительных голосов                                                   | Действительных голосов              | 17 652 684 | 94,1   |     |       |       |  |
| Пустые и недействительные бюллетени | Пустые и недействительные бюллетени                                      | Пустые и недействительные бюллетени | 1 112 575  | 5,9    |     |       |       |  |
| Всего                               | Всего                                                                    | Всего                               | 18 765 259 | 100,00 | —   | 87    | —     |  |
| Количество избирателей/ Явка        | Количество избирателей/ Явка                                             | Количество избирателей/ Явка        | 40 129 780 | 46,76  | —   |       |       |  |
| Источник: France-politique.fr       |                                                                          |                                     |            |        |     |       |       |  |